# White Plains (Band)

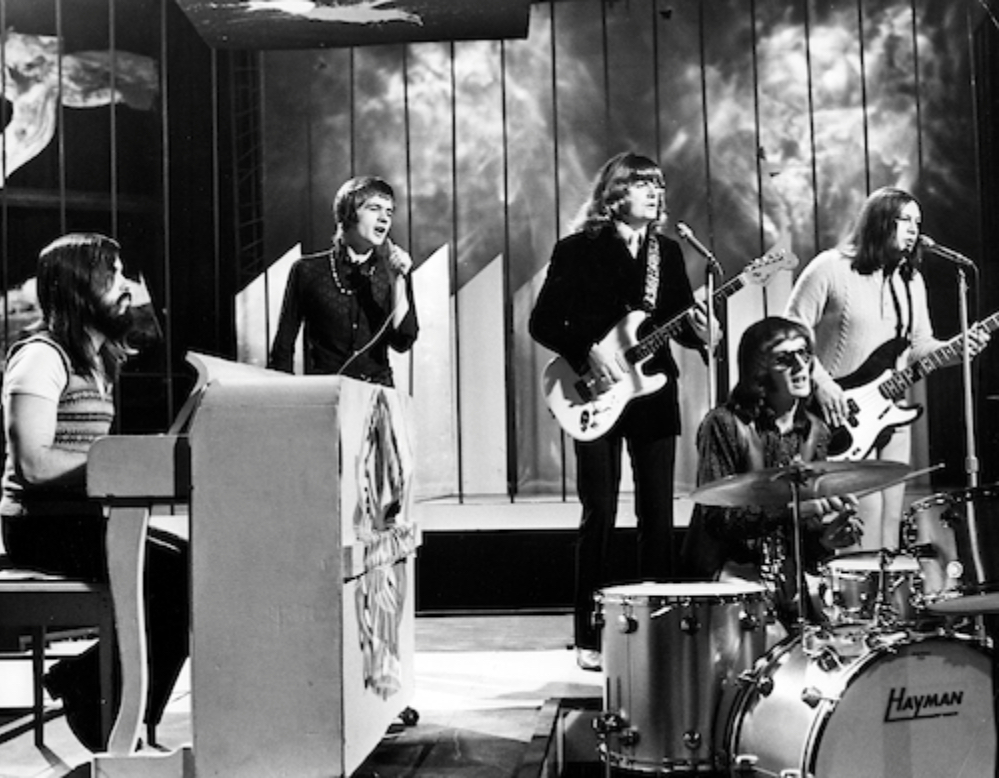
Die White Plains in den Top of the Pops am 19. November 1970

White Plains ist der Name einer britischen Popgruppe aus den frühen 1970er Jahren um den Sänger Tony Burrows.

## Werdegang
Die Gruppe, deren Mitglieder während ihrer kurzen Existenz oft wechselten, produzierte einige Hits, darunter "My Baby Loves Lovin'" (1970) und "When You Are a King" (1971). Letzteres erreichte Platz 13 in den UK Charts und genießt heute immer noch einen gewissen Beliebtheitsgrad.
Im November 2021 wurde auf dem Cherryred Label ein 3-CD Set mit insgesamt 46 Songs veröffentlicht.

## Diskografie

### Alben
| Jahr | Titel                | Höchstplatzierung, Gesamtwochen, AuszeichnungChartsChartplatzierungen (Jahr, Titel, Platzierungen, Wochen, Auszeichnungen, Anmerkungen) | Anmerkungen |
| Jahr | Titel                | US | Anmerkungen |
| ---- | -------------------- | --- | ----------- |
| 1970 | My Baby Loves Lovin’ | US166 (4 Wo.)US |             |

Weitere Alben
- 1970: White Plains
- 1971: When You Are A King

### Singles
| Jahr | Titel Album                                              | Höchstplatzierung, Gesamtwochen, AuszeichnungChartplatzierungen (Jahr, Titel, Album, Platzierungen, Wochen, Auszeichnungen, Anmerkungen) | Höchstplatzierung, Gesamtwochen, AuszeichnungChartplatzierungen (Jahr, Titel, Album, Platzierungen, Wochen, Auszeichnungen, Anmerkungen) | Anmerkungen |
| Jahr | Titel Album                                              | UK | US | Anmerkungen |
| ---- | -------------------------------------------------------- | --- | --- | ----------- |
| 1970 | My Baby Loves Lovin’ White Plains / My Baby Loves Lovin’ | UK9 (11 Wo.)UK | US13 (15 Wo.)US |             |
| 1970 | I’ve Got You On My Mind White Plains                     | UK17 (11 Wo.)UK | — |             |
| 1970 | Lovin’ You Baby                                          | — | US82 (2 Wo.)US |             |
| 1970 | Julie Do Ya Love Me?                                     | UK8 (14 Wo.)UK | — |             |
| 1971 | When You Are a King                                      | UK13 (11 Wo.)UK | — |             |
| 1973 | Step Into a Dream                                        | UK21 (9 Wo.)UK | — |             |